# Oost Gelre
Oost Gelre es un municipio de la Provincia de Güeldres de los Países Bajos, creado el 1 de enero de 2005 por la fusión de dos antiguos municipios: Groenlo y Lichtenvoorde.

## Galería

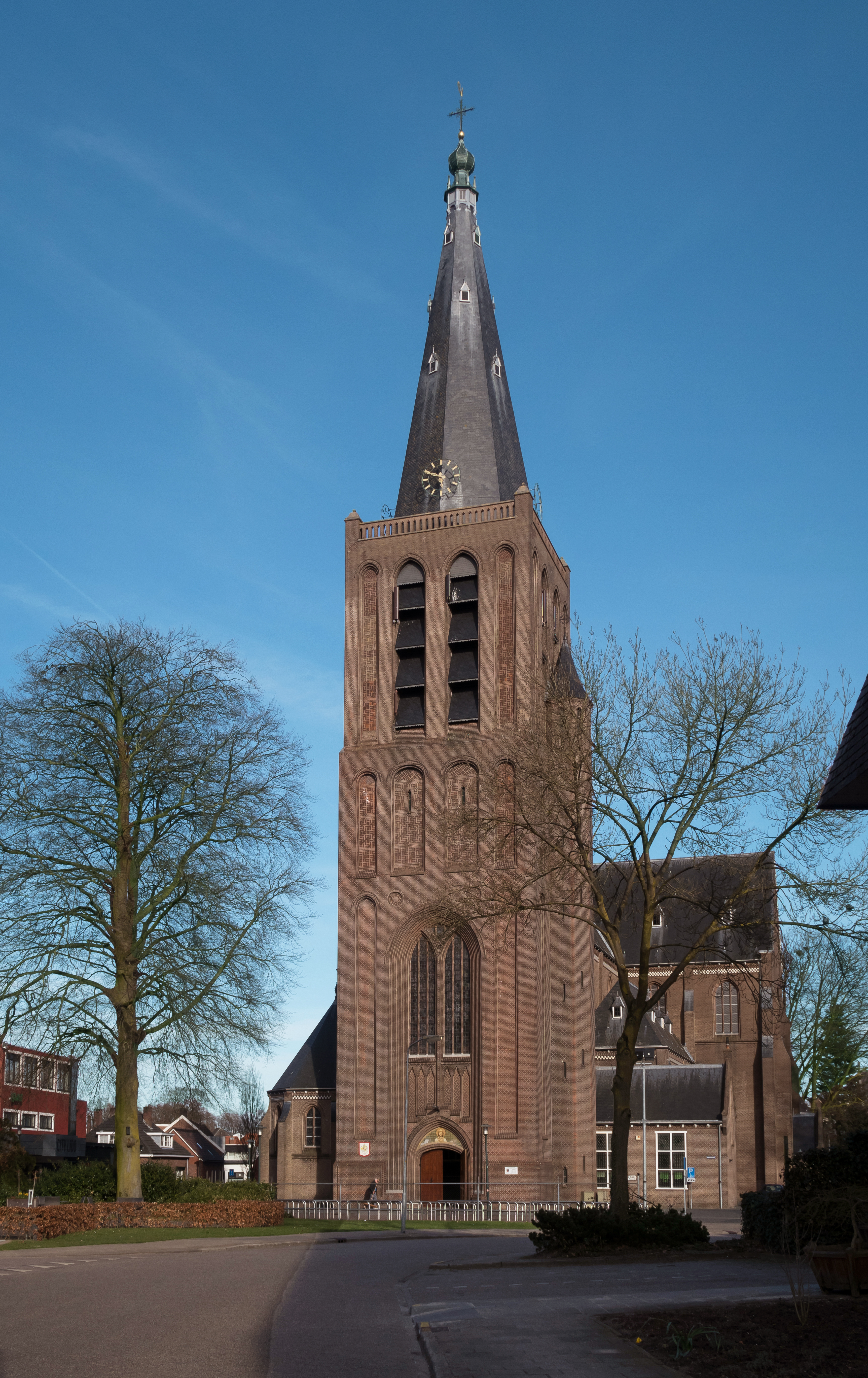
Groenlo, la basílica: la Sint-Calixtusbasiliek
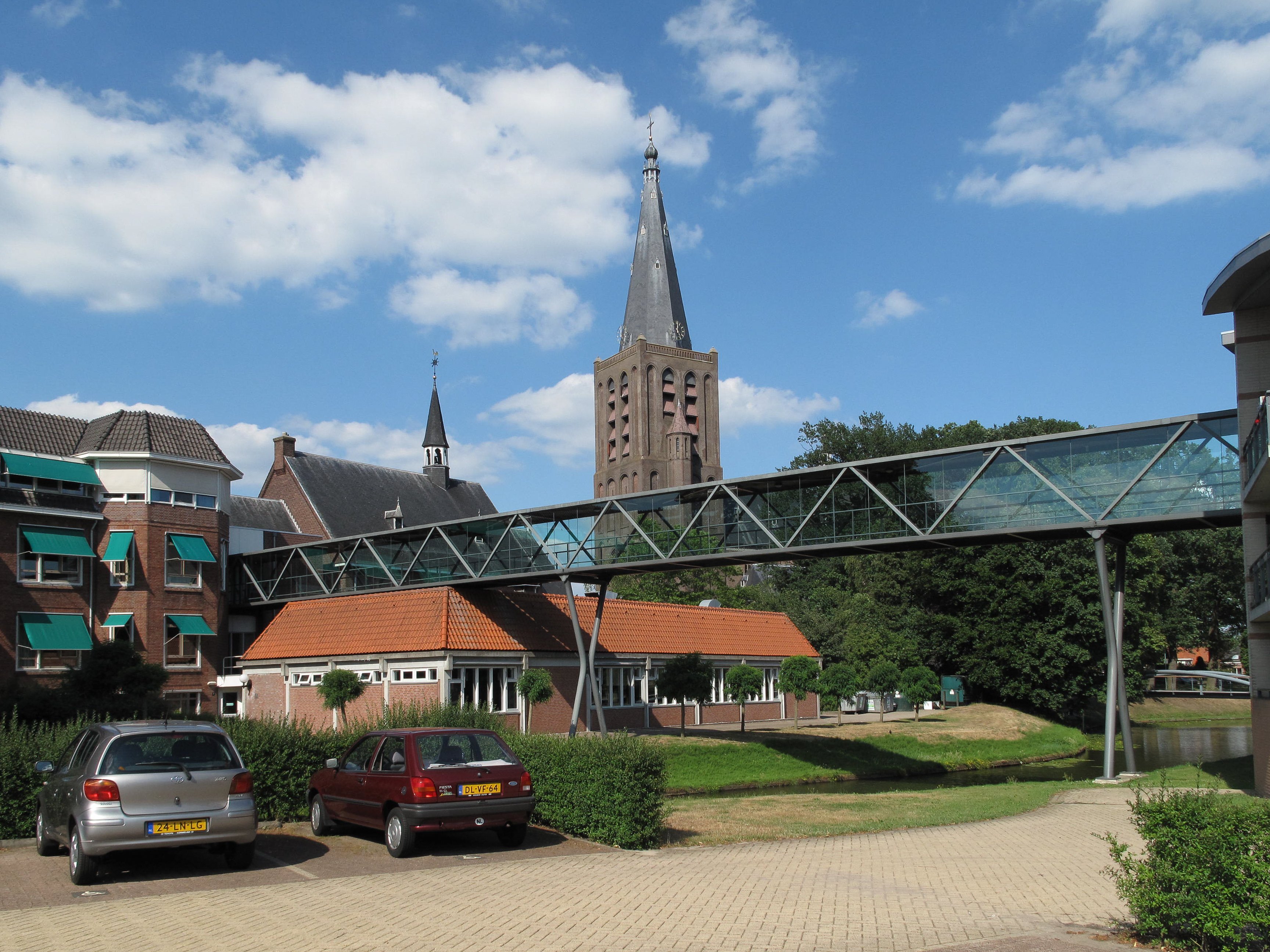
Groenlo, la antigua capilla y la iglesia
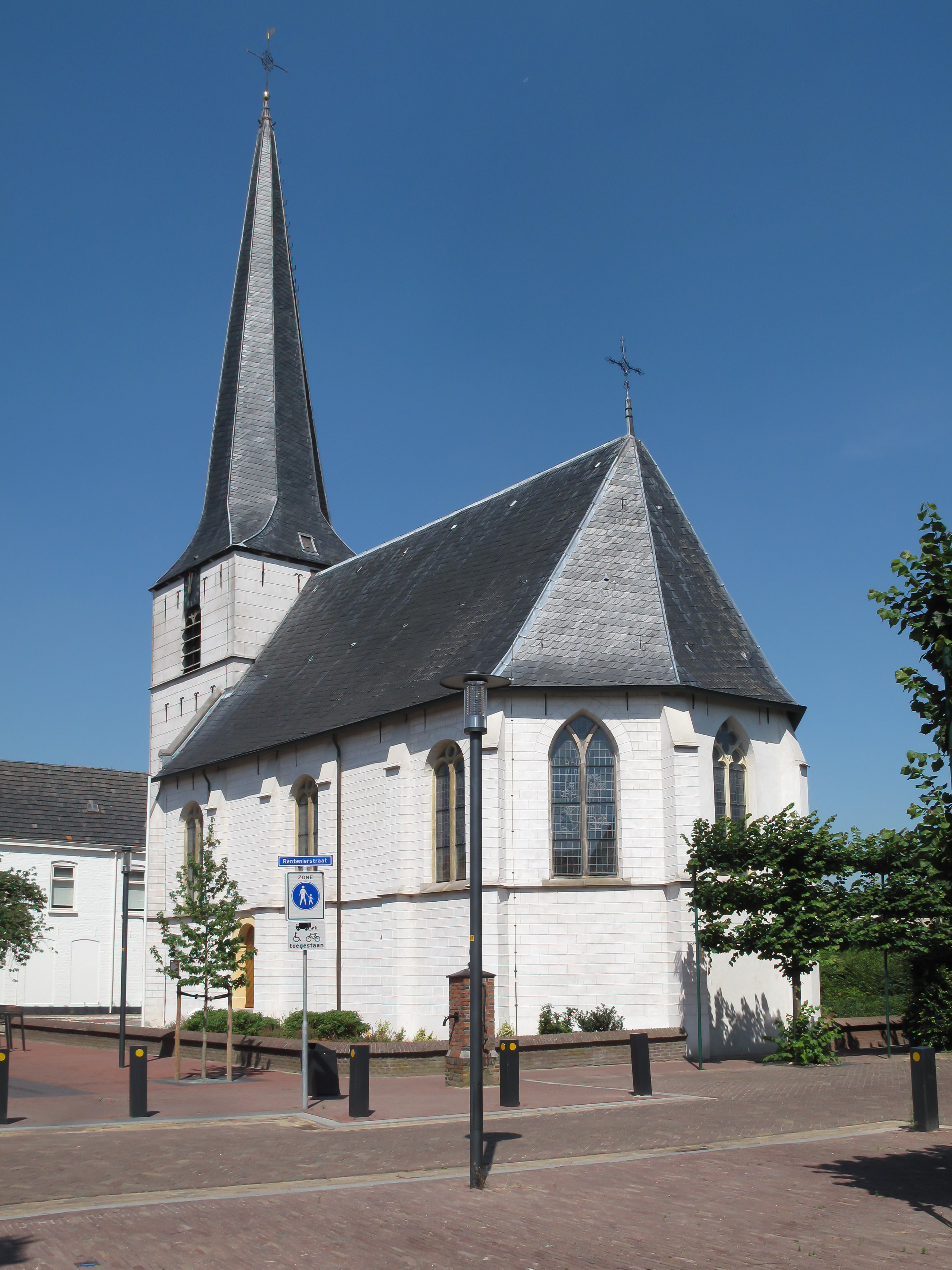
Lichtenvoorde, la iglesia: la Johanneskerk
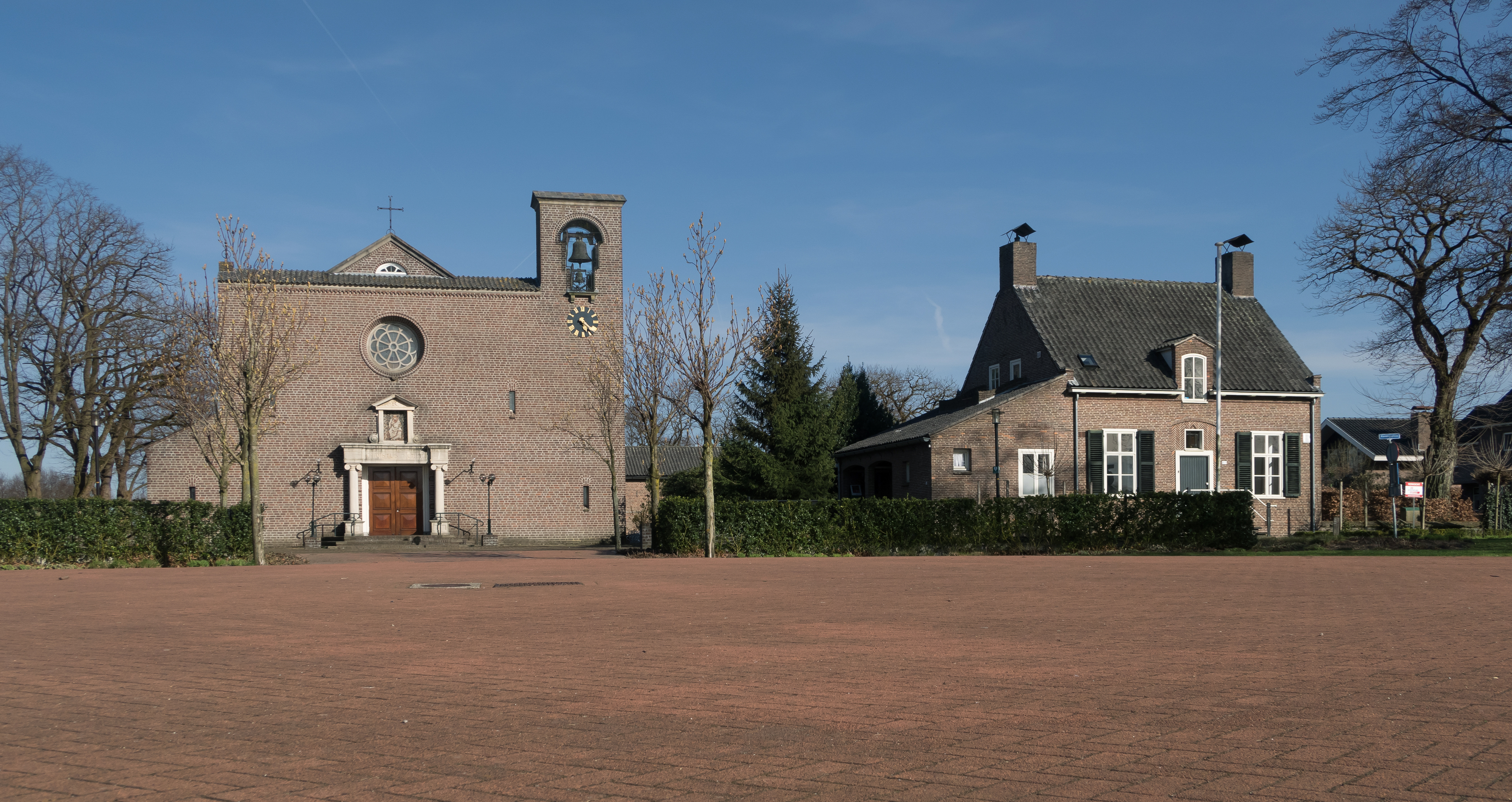
Lievelde, la iglesia: la Christus Koningkerk y el presbiterio
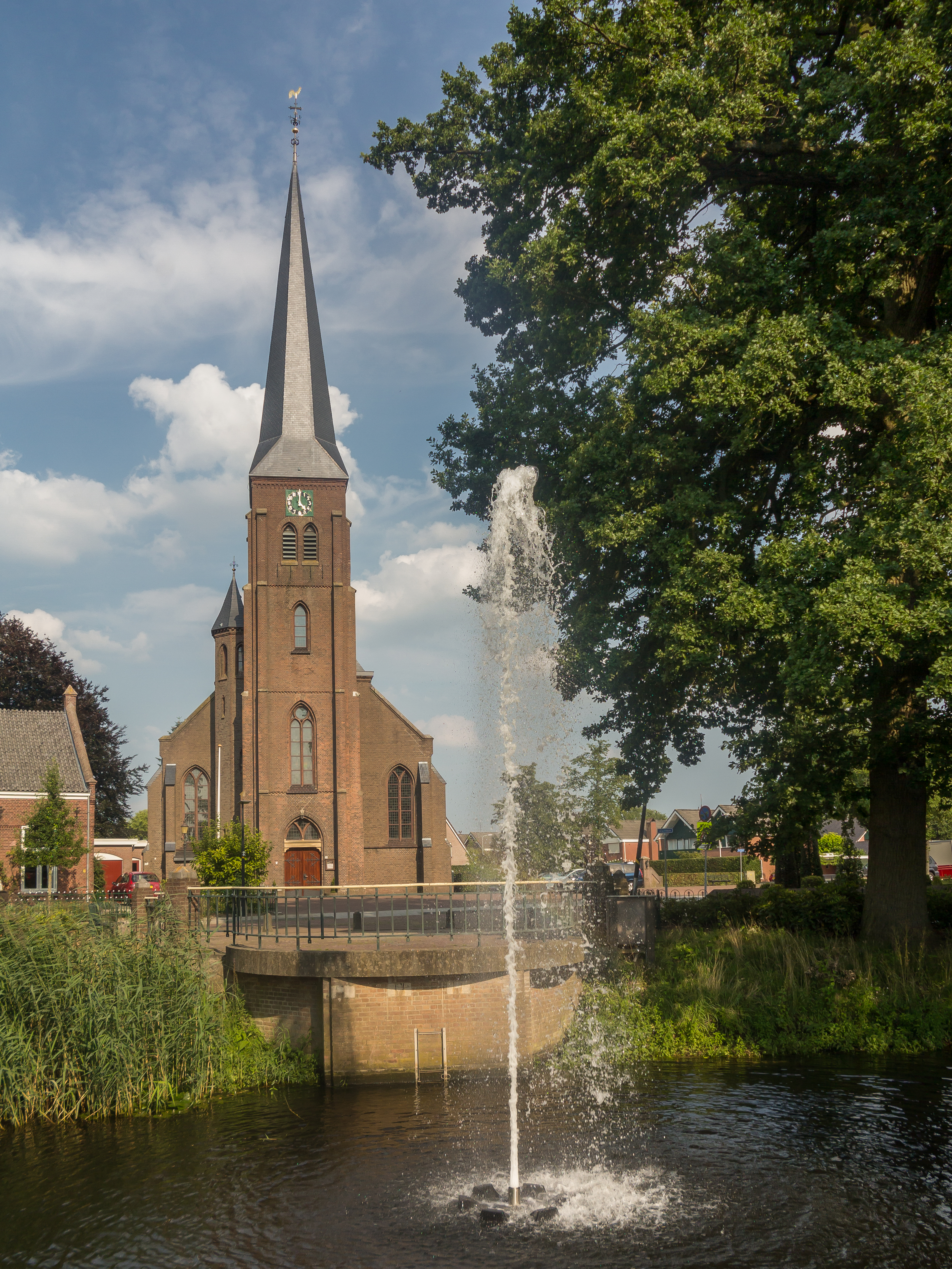
Harreveld, la iglesia: la Sint Agathakerk
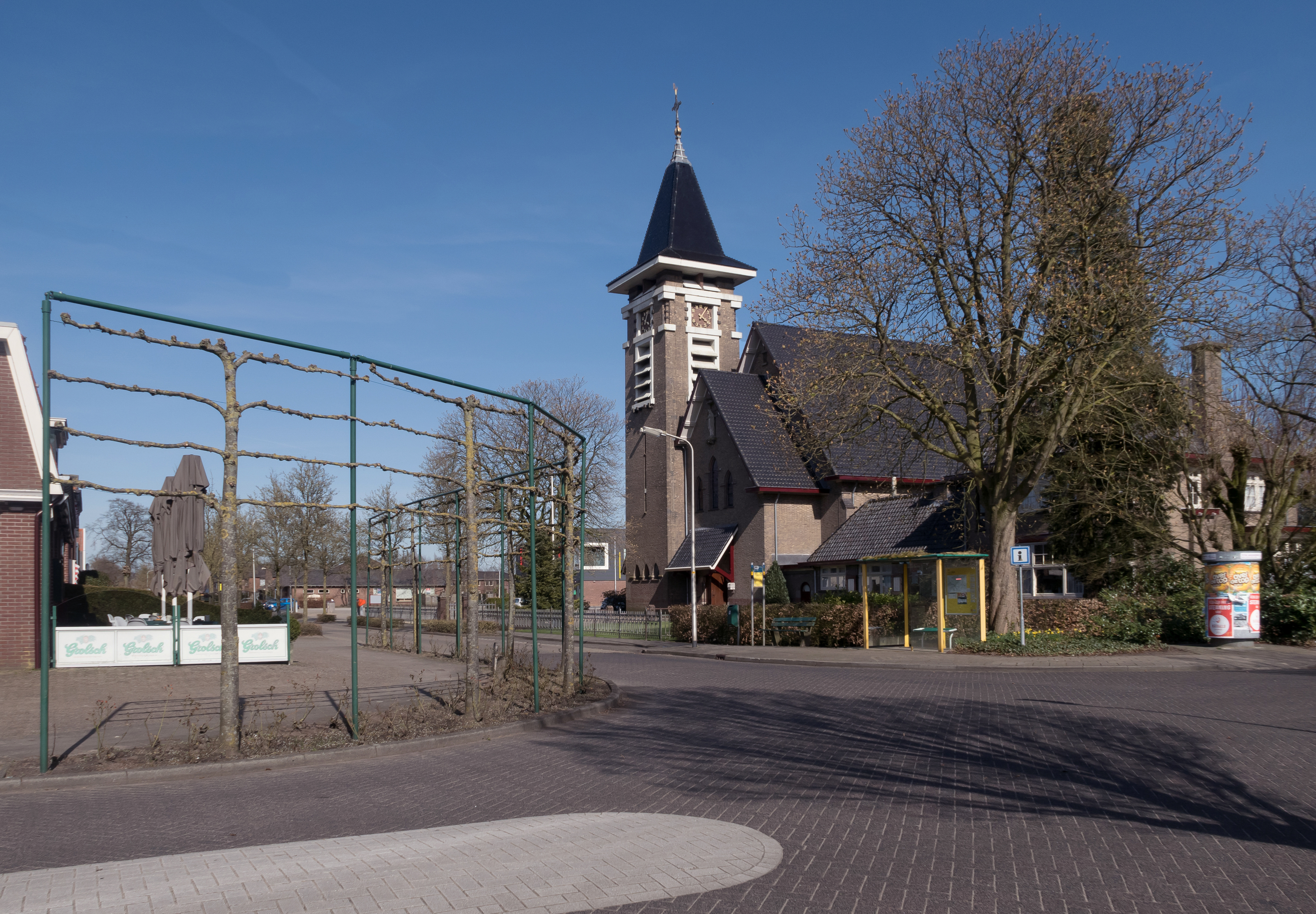
Mariënvelde, la iglesia: la Onze Lieve Vrouw van Lourdeskerk